# Lanova
Lanova  (ucraniano: Ланове) es una localidad del Raión de Berezivka en el Óblast de Odesa de Ucrania. Según el censo de 2001, tiene una población de 225 habitantes.